# Ñuflo de Chávez (provins)

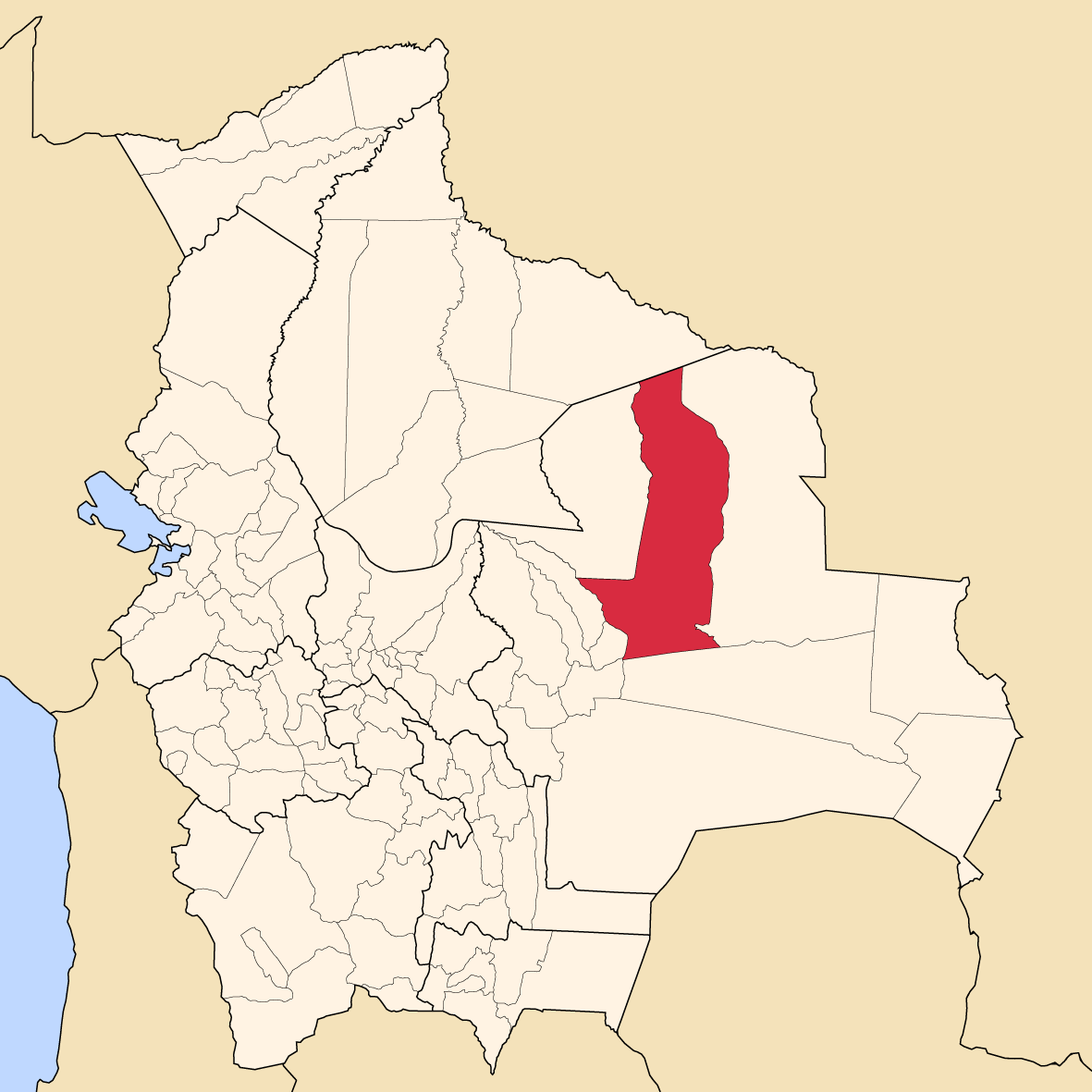
Provinsens läge i Bolivia

Ñuflo de Chávez är en provins i departementet Santa Cruz i Bolivia. Den administrativa huvudorten är Concepción.